# Il bambino di Noè
Il bambino di Noè (in francese L'enfant de Noé) è un romanzo dello scrittore francese Éric-Emmanuel Schmitt del 2004.

## Trama
- Giurato.»

Belgio. Anno 1942. Joseph è un bambino ebreo di sette anni, la cui famiglia soffre a causa delle persecuzioni naziste. I genitori decidono di affidarlo a una famiglia cristiana, i Sully, per nascondere la sua identità ebrea; tuttavia, quando le SS cominciano a indagare su di loro a causa di una soffiata, Joseph viene affidato al prete padre Pons, che protegge molti bambini ebrei accudendoli a Villa Gialla insieme a bambini cristiani. Per permettere ciò si fa aiutare dalla signora Marcelle, che fornisce documenti falsi per i bambini ebrei.
A Villa Gialla Joseph diventa l'amico e protetto di un ragazzo più grande, Rudy, ebreo anche lui. Joseph resta ammaliato nell'andare per la prima volta a messa, tanto da decidere di diventare cristiano. La signora Marcelle usa uno stratagemma per impedire che i bambini ebrei di Villa Gialla vengano sottoposti alla prima comunione. Un'estate, un membro della Gestapo fa irruzione nelle docce mentre i bambini ebrei si stanno lavando; pur vedendo la loro circoncisione, decide di fare finta di niente e dà loro dei soldi con cui comprarsi delle caramelle. Joseph stringe un forte legame con padre Pons, che condivide con lui la sua passione: collezionare oggetti appartenenti a popoli a rischio di sterminio, paragonandosi a Noè.
Tempo dopo, Joseph intravede suo padre ma si nasconde da lui per il risentimento che nutre nei suoi confronti, accusandolo di averlo abbandonato. Nel presente, il Joseph adulto riconosce di aver compiuto un atto vergognoso di cui si pentirà per il resto della sua vita.
In occasione dell'imminente liberazione del Belgio, la signora Marcelle si mette a suonare l'inno nazionale all'organo della chiesa in un atto di aperta sfida contro i nazisti, venendo per questo arrestata. La Gestapo perquisisce la sua casa e scopre i documenti dei bambini ebrei risiedenti a Villa Gialla, che rischiano l'arresto. Padre Pons riesce a prendere tempo per far scappare i bambini e nasconderli in una cripta sotto la cappella dismessa della villa. Mentre Joseph confessa a padre Pons quanto gli voglia bene, Bruxelles viene liberata.
A tre anni dalla loro separazione, Joseph ritrova i suoi genitori e torna a vivere da loro. A causa della lunga separazione, però, Joseph si trova in contrasto con i genitori, che in particolare non appoggiano il suo desiderio di diventare cristiano. Dopo una fuga da casa per tornare con padre Pons, Joseph accetta la sua religione, l'ebraismo, e si riappacifica con i genitori.
Padre Pons muore molti anni dopo, mentre Joseph si sposa e rimane in contatto con Rudy. A padre Pons viene dedicato un bosco i cui alberi rappresentano tutti i bambini da lui salvati e le generazioni seguenti, mentre alla signora Marcelle, morta per mano della Gestapo in seguito al suo arresto, viene intitolata una strada.
Ormai anziani, Joseph e Rudy assistono a un alterco tra bambini palestinesi e israeliani. Joseph raccoglie due oggetti appartenenti ad entrambe le parti (uno yarmulke e una sciarpa palestinese) e informa Rudy di voler "iniziare una collezione", su esempio di padre Pons.

## Edizioni
- Éric-Emmanuel Schmitt, Il bambino di Noè, traduzione di Alberto Bracci Testasecca, Rizzoli, Milano 2004

- Éric-Emmanuel Schmitt, Il figlio di Noè, traduzione di Alberto Bracci Testasecca, Edizioni E/O, Roma 2019

## Adattamento per il teatro
Dal 2013 è andato in scena in vari luoghi d'Italia Il ragazzo di Noè, uno spettacolo liberamente tratto dal romanzo Il bambino di Noè di Eric-Emmanuel Schmitt con la drammaturgia e la regia di Valentina Maselli. In scena gli attori Enrico Ballardini e Massimo Zatta.